# Jehu van Israël

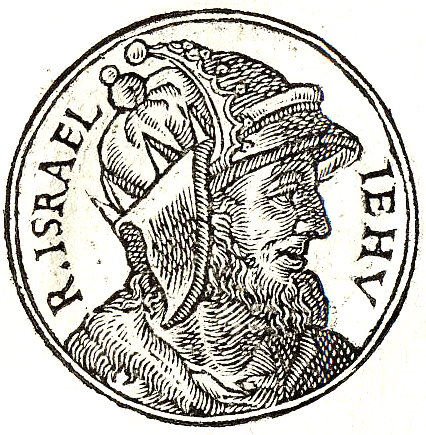
Jehu volgens Promptuarii Iconum Insigniorum

Jehu was in de Bijbelse oudheid een koning van Israël die via een militaire coup aan de macht kwam in 842 v.Chr. onder het bewind van Izebel en tot 815 v.Chr. aan de macht bleef.
In de laatste regeringsjaren van Achab en Izebel was de oppositie tegen hun liberale religieuze politiek nog voortdurend aangewakkerd door een van de vroege profeten, die als het ware het primitieve woestijngeweten van de 'zonen van Israël' belichaamden. Vaak trokken zij in groepen in extase uit, zingend en dansend en orakelachtige uitspraken doend. Ze werden door velen als gek beschouwd, maar hadden ook hun aanhangers. Toen Achab stierf in een veldslag bleef koningin-moeder Izebel de macht achter de schermen uitoefenen terwijl twee van hun jonge zonen kort na elkaar over het koninkrijk Israël regeerden.
Elia, de profeet en grootste religieuze rivaal van het koningspaar in het noorden, was ook gestorven ('in een rookzuil opgegaan'), maar diens religieuze verzet jegens met name Izebel werd door zijn opvolger-leerling Elisa voortgezet.
Elisa organiseerde een militaire coup tegen Izebel en riep legeraanvoerder en strijdwagenrijder Jehu tot koning uit 'in naam van de Heer'. Deze trok onmiddellijk naar de vlakte van Jizreël waar koningin Izebel met haar zoon koning Joram verblijf hield. Toen Joram van Israël en zijn neef Achazja van Juda, die daar eveneens aanwezig was, uitreden op weg naar onderhandelingen, werden ze meedogenloos met pijlen doorboord. Toen Jehu met zijn gevolg bij het paleis aankwam en Izebel in het staatsievenster verscheen, gaf hij zijn schutters opdracht pijlen op haar af te vuren en liet haar uit het venster naar beneden werpen, waarop hij met zijn wagen het lijk van de koningin onherkenbaar vermorzelde (II Kon. 9,30-37). De hele koninklijke familie (een 70-tal leden) werd daaropvolgend uitgemoord.
Jehu riep daarna al de Baälpriesters en vereerders in hun tempel in Samaria bijeen voor een 'offer', maar liet allen afslachten en de tempel met de grond gelijk maken (II Kon. 10, 18-27). Deze gewelddadige gebeurtenissen leidden voor het koninkrijk Israël een episode van riskante zwakte in voor de daarop volgende vijftig jaar. Ook in koninkrijk Juda duurde het een hele tijd vooraleer er stabiel bestuur werd ingesteld.

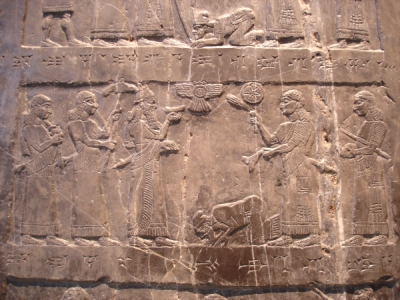
Zwarte obelisk (British Museum) toont Jehu knielend, de grond kussend aan de voeten van Salmanasser III

Salmanasser III trok in 841 v.Chr. opnieuw naar Syrië maar nu ook naar noord Israël, en verwoestte er volgens zijn inscripties talloze steden. Hij vorderde schatten van Tyrus, Sidon en "Jehu, zoon van Omri" (dat wil zeggen van het huis van). Onder het bewind van Achab, die een alliantie met Assyrië had aangegaan, was Israël nog gelijkwaardig bondgenoot. Onder Jehu werd het aan Assyrië onderhorig gemaakt, zoals blijkt op de afbeelding die Salmanassar III liet maken op de zwarte obelisk.